# Protandrena rangeli
Protandrena rangeli är en biart som beskrevs av Gonzalez och Ruz 2007. Protandrena rangeli ingår i släktet Protandrena och familjen grävbin. Inga underarter finns listade i Catalogue of Life.